# Johann Nepomuk von Poißl

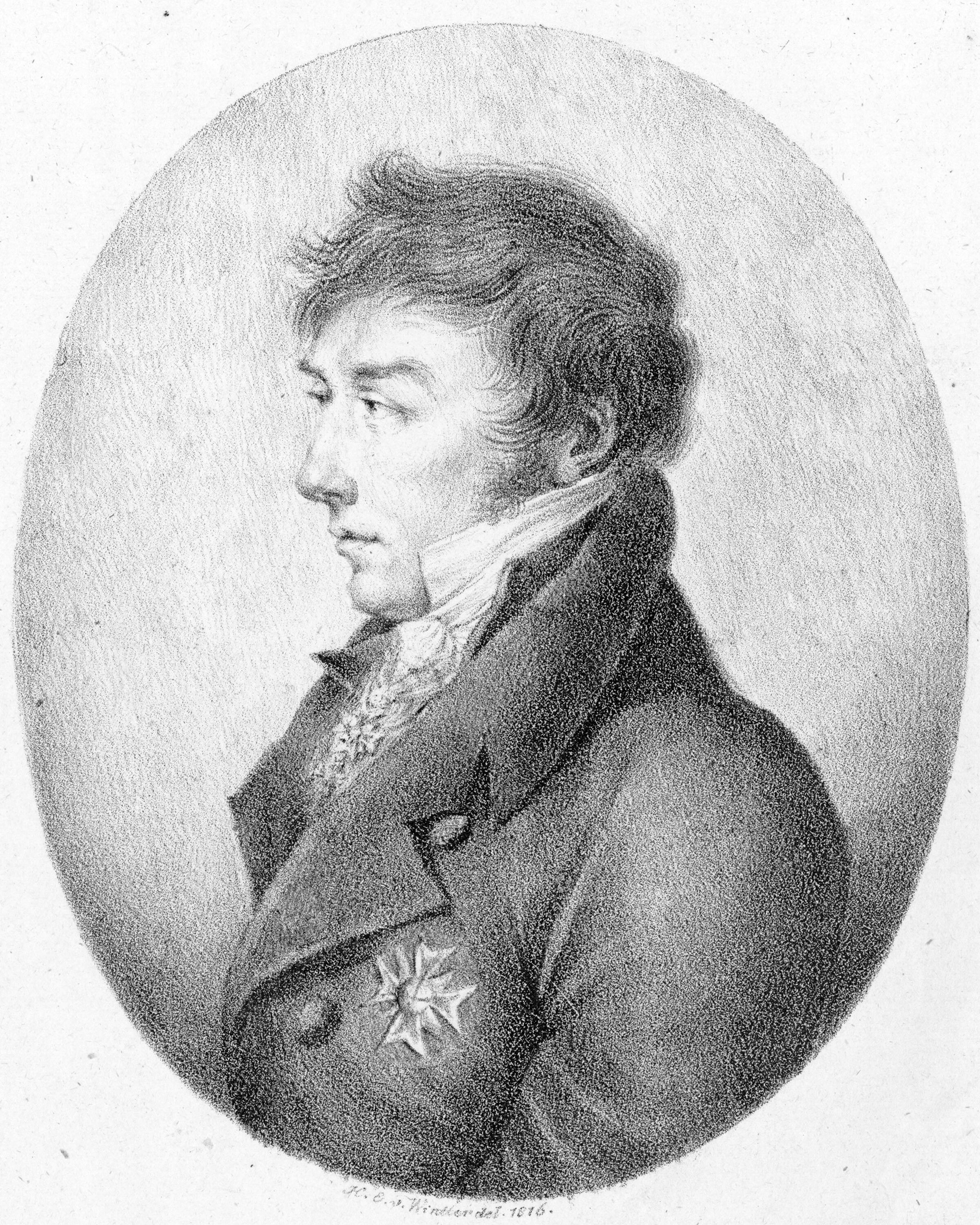
Johann Nepomuk von Poißl

Freiherr Johann Nepomuk von Poißl, gelegentlich Poissl, (* 15. Februar 1783 auf Schloss Haunkenzell (Gemeinde Rattiszell, Landkreis Straubing-Bogen); † 17. August 1865 in München) war ein deutscher Komponist und Intendant.

## Leben
Freiherr von Poißl studierte ab Dezember 1800 an der Philosophischen Fakultät der Ludwig-Maximilians-Universität Landshut und zunächst beschäftigte er sich nur nebenbei als Komponist und Sänger. 1805 bildete er sich in München bei Georg Joseph Vogler und Franz Danzi musikalisch fort.
Seinen ersten Erfolg als Opernkomponist errang Poißl mit der Uraufführung seines Antigonus im Jahre 1808. Vorbilder waren ihm dabei Mozart, Gluck und Haydn. Danzi stellte ihm im Sommer 1811 in München Carl Maria von Weber vor. Im April 1812 lernte Poißl dort auch Giacomo Meyerbeer kennen. Nach der erfolgreichen Uraufführung seiner Oper Ottaviano in Sicilia im Juli 1812 wollte Poißl eine Studienreise nach und durch Italien unternehmen und richtete deshalb ein Bittgesuch an den bayerischen König Maximilian Joseph, erhielt aber eine nur unzureichende Gratifikation.
Im Juni 1814 löste seine Oper Athalia in München als erklärtermaßen „nationale“ große Oper Begeisterung aus. Es folgten Aufführungen in Stuttgart, Frankfurt am Main, Darmstadt, Prag (hier im Mai 1816 unter Webers Leitung mit beachtlichem Erfolg), Weimar, Berlin (erstmals mit verbindenden Rezitativen zwischen den Musiknummern sowie Bühnenbildern von Karl Friedrich Schinkel) und in Karlsruhe 1821. Der Erfolg der Uraufführung von Der Wettkampf zu Olympia im April 1815 (weitere Aufführungen in Stuttgart 1815, Darmstadt und Weimar 1816 sowie Dresden 1820/21, wo wiederum Weber dirigierte) scheint jenen der Athalia noch übertroffen zu haben.
Auf Einladung des Großherzogs Ludwig I. kam Poißl 1816 nach Darmstadt (Großherzogtum Hessen), wo Athalia und der Wettkampf zu Olympia dessen Beifall erregten. Anfang 1817 ging Poißl auf Einladung des General-Intendanten der königlichen Schauspiele Graf Carl von Brühl nach Berlin, fand aber auch dort keine Anstellung. Die Chance, 1818 das Ständische Theater in Prag als Direktor zu pachten, nutzte er aus unbekannten Gründen nicht.
Im September 1823 wurde er in München zweiter Hofmusik-Intendant, im Mai 1824 Hoftheater-Intendant im Königlichen Hof- und Nationaltheater und im Juni 1825 Hofmusik-Intendant. 1825 war ihm mit der Zauberoper Die Prinzessin von Provence noch einmal ein großer Erfolg beschieden. Mit seiner Intendantentätigkeit nahm seine eigene künstlerische Produktivität ab, Opern wie Webers Der Freischütz oder Euryanthe verdrängten seine Bühnenwerke. Im Februar 1833 wurde Poißl seiner Position als Hoftheaterintendant enthoben, bis zu seiner Ernennung zum Oberstkämmerer blieb er jedoch Hofmusikintendant.
1842 erhielt Poißl das Kommandeurkreuz 1. Klasse des Großherzoglich Hessischen Ludwigsordens.

## Grabstätte

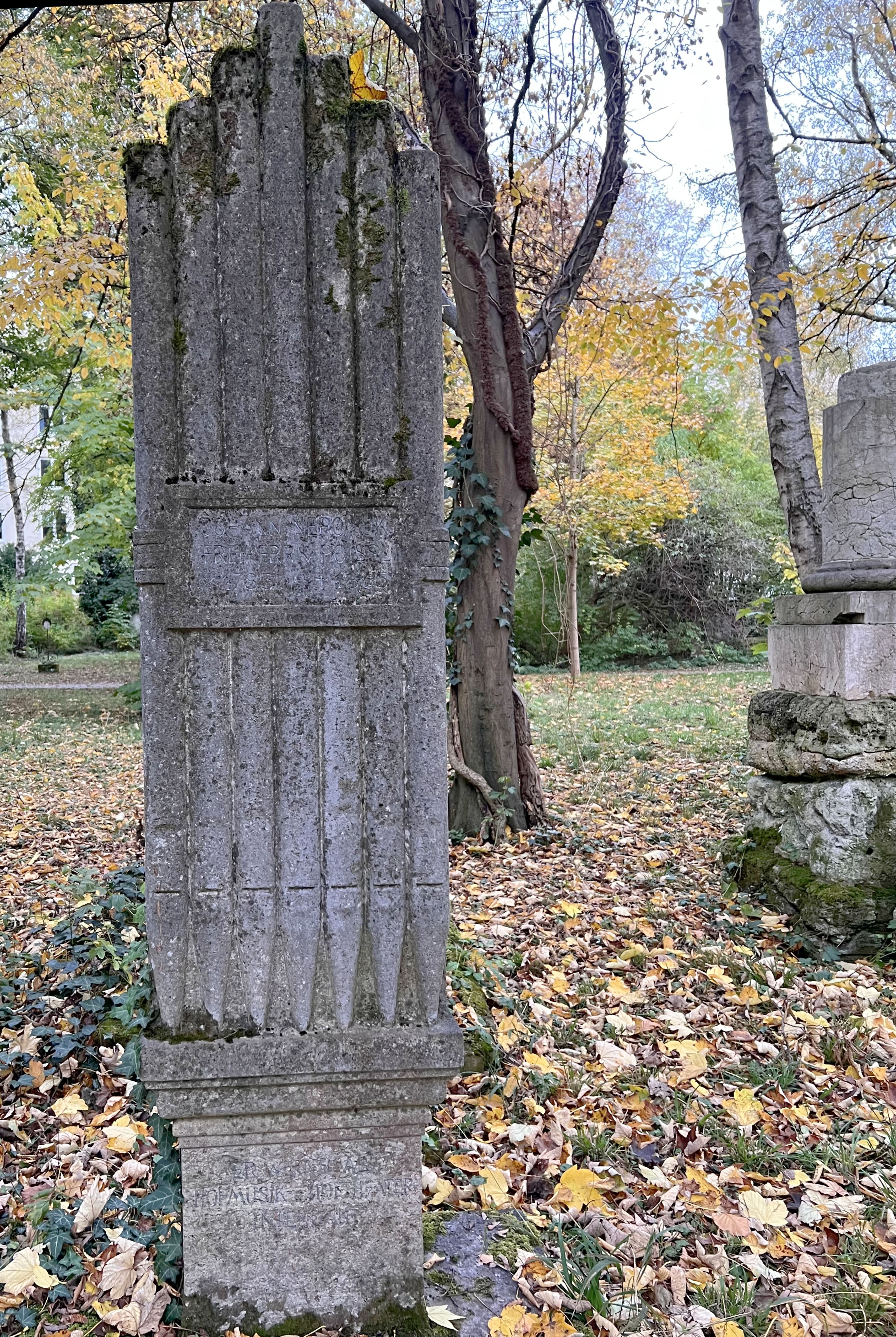
Grab von Johann Poißl auf dem Alten Südlichen Friedhof in München

Die Grabstätte Johann von Poißls befindet sich auf dem Alten Südlichen Friedhof in München (Gräberfeld 8 – Reihe 10 – Platz 24/25) Standort.

## Werke (Auswahl)
Kirchenmusik, Chorwerke, Lieder etc., Instrumentalkonzerte, Aufsätze über Musik und Musikleben

### Opern
- Die Opernprobe, komische Oper; Libretto: Franz Danzi oder Poißl nach Francesco Gnecco; UA: München, 23. Februar 1806
- Antigonus, ernsthafte Oper; Libretto: Poißl nach Pietro Metastasio; UA: München, 12. Februar 1808
- Ottaviano in Sicilia, dramma eroico; Libretto: Poißl; UA: München, 1. Juli 1812[2]
- Aucassin und Nicolette, Singspiel; Libretto: Franz Karl Hiemer nach Michel-Jean Sedaine; UA: München, 28. März 1813
- Athalia, große Oper; Libretto: Johann Gottfried Wohlbrück nach Jean Racine; UA: München, 3. Juni 1814; weitere Aufführungen in Stuttgart 1815, Frankfurt am Main 1815, Prag 1816 und Berlin 1817
- Der Wettkampf zu Olympia, oder Die Freunde, große Oper; Libretto: Poißl nach Pietro Metastasio; UA: 21. April 1815
- Dir wie mir, komische Oper; Libretto: Johann Baptist von Zahlhaas; komponiert 1816, nicht aufgeführt
- Nittetis, große Oper; Libretto: Poißl nach Pietro Metastasio; UA: Darmstadt, 29. Juni 1817
- Issipile, große Oper; Libretto: Poißl nach Pietro Metastasio; komponiert 1818, nicht aufgeführt
- La rappresaglia; opera semiseria; Libretto: Poißl nach Cesare Sterbini; UA: München, 7. April 1820
- Die Prinzessin von Provence, Zauberoper; Libretto: Poißl nach Felice Romani; UA: 23. Januar 1825[3]
- Der Untersberg, romantische Oper; Libretto: Eduard von Schenk; UA: München, 30. Oktober 1829
- Zayde, romantisch-tragische Oper; Libretto: Poißl; UA: München, 9. November 1843